# 줄리아노 데 메디치
줄리아노 데 메디치(Giuliano de' Medici, 1453년 10월 28일 ~ 1478년 4월 26일)는 피렌체 공화국의 정치가이다. 피에로 데 메디치의 아들이자 로렌초 데 메디치의 동생이다. 1478년 4월 파치 음모에 휘말려, 피렌체 대성당에서 반대파 프란체스코 데 파치에 의해 살해당했다. 25세라는 젊은 나이에 죽었고, 사망당시 법적으로는 미혼이었으나 정부 피오레타 고리니는 줄리아노의 아이를 임신한 상태였다. 한달후 5월 26일날 서자 줄리오 데 메디치가 태어났는데 피오레타 고리니가 얼마후 죽고 말았다. 줄리아노의 형 로렌초 데 메디치가 동생의 사생아를 데려다가 친아들처럼 양육했다. 사생아 줄리오는 성장하여 1523년 교황 클레멘스 7세가 되었다.